# اراسیستراتوس
اراسیستراتوس (Erasistratus) کالبدشناس و پزشک یونانی بود که در حدود ۳۰۴ ق م در یولیس واقع در کئوس (یکی از جزایر سیکلاد) زاده شد، و در حدود ۲۵۸–۲۵۷ ق م در اسکندریه برآمد.
او معاصر جوان‌تر هروفیلوس و در آتن شاگرد مترودوروس خواهرزادهٴ ارسطو، و شاگرد خروسیپوس کهتر بود. به عنوان کالبدشناس و پزشک تالی هروفیلوس و به عنوان وظایف‌الاعضاشناس از او برتر بود. مسلماً او را باید مؤسس وظایف‌الاعضاشناسی به عنوان یک مبحث مستقل دانست. هم‌چنین او را باید بنیان‌گذار کالبدشناسی مقایسه‌ای و تشریح آسیب‌شناختی بدانیم. اراسیستراتوس به همراه هروفیلوس پزشک همراهش، مدرسه‌ی کالبدشناسی را در اسکندریه بنیان نهاد و در آن به تحقیق مشغول شد. همچنین او را یکی از بانیان تأسیس مدرسه‌‌ی طب در اسکندریه می‌دانند.
او نه تنها به تشریح انسان بلکه به تشریح جانوران زنده اقدام کرد و بر روی جانوران آزمایش‌های فراوانی انجام داد. کشفیات مهم او مربوط است به مغز، دستگاه اعصاب و عروق، و قلب. مورخین، به پاس زحمات او در شناخت اعصاب و نقش آنها در کنترل اعضای حرکتی توسط مغز و ماهیچه‌های اسکلتی، این دو را بنیانگذار احتمالی علم اعصاب می‌دانند.

## کارها
برای اول بار وظایف‌الاعضاشناسی او بود که بر ذره‌گرایی انتقال یافته و به وسیلهٴ مکتب جزمی (پراکساگوراس)، و اصل «گریز طبیعت از خلاء» متکی بود. او کوشید تا علل طبیعی هر چیز را بیان کند و امکان وجود علل غریبه را رد کرد؛ ولی به خاطر اعتقادش به این که سرخرگ‌ها پر از هواست (روح زندگی)، و به‌طور کلی به خاطر نظریات مربوط به تنفس که ابراز داشت، بایستی گردش خون را کشف کرده باشد؛ مثلاً او حدس زد که شاخه‌های نهایی سرخرگ‌ها و سیاهرگ‌ها به یکدیگر متصل است. او رگ‌های خیلوس‌بر را در روده‌بند مشاهده کرد. او دریافت که هر عضوی، به وسیلهٴ دستگاه سه‌لایه‌ای از «عروق»، یعنی سرخرگ، سیاهرگ و عصب، به مجموعهٴ سازواره متصل است. او مشاهده کرد که میان حرکت ریه و ضربان قلب و شریان‌ها رابطه‌ای وجود دارد. تحلیل دستگاه عروق را بهبود بخشید. کار نای‌پوش و دریچه‌های دهلیزی - بطنی را شرح داد. اعصاب محرکه و حسی را شناخت، توصیف هروفیلوس را از مغز بهتر کرد و مخ و مخچه را به دقت از هم تمیز داد و آزمایش‌هایی بر روی موجودات زنده انجام داد تا ساختمان آنها را بشناسد.
اکتشافات آسیب‌شناسی زیادی بدو منسوب است. او نخستین پزشکی بود که نظریهٴ مربوط به اخلاط را کلاً رد کرد. هم‌چنین اولین کسی بود که میان حفظ الصحه و درمان فرق گذاشت و برای اولی اهمیت بیشتری قایل شد. از این رو بر پرهیز غذایی، ورزش مخصوص، حمام کردن و غیره تأکید می‌ورزید. او با مداوای غیرطبیعی، استعمال داروهای زیاد و فصد پیاپی مخالفت کرد. او کاشف سُنْد S شکل است.
هم اراسیستراتوس و هم هروفیلوس هر دو به تشریح انسان زنده متهم شده‌اند. اتهام به وسیلهٴ کلسوس در کتابش، در معالجات (نیمهٴ اول سدهٴ اول)، وارد شده و توسط ترتولیان (متولد حدود ۱۱۵ در کارتاژ، متوفی پس از ۲۲۰) از آبای کلیسای لاتینی، و بعداً باز به وسیلهٴ قدیس اوگوستین تکرار گشته. کار هروفیلوس در زمینهٴ بریدن جنین نیز از طرف ترتولیان، که نفرتش از شرک و هرچه با آن مربوط می‌شود شدید بود، تقبیح شده؛ با این حال، جالینوس دربارهٴ این تشریح انسان زنده کلمه‌ای اظهار نمی‌کند، و این اتهام را باید اثبات نشده تلقی کرد.